# Крестовоздвиженская церковь (Дарна)
Церковь Воздвижения Честного Креста Господня в Дарне (Крестовоздвиженский храм) — приходской храм Истринского благочиния Одинцовской епархии Русской православной церкви, расположенный в селе Дарна Истринского района Московской области.

## История
Первая деревянная церковь в честь Воздвижения Честнаго и Животворящего Креста Господня в селе была построена в 1686 году и просуществовала около ста лет. После неё, в конце XVIII века, в Дарне действовала однопрестольная деревянная церковь во имя апостолов Петра и Павла, сгоревшая в ночь с 25 на 26 марта 1893 года. Новый храм по проекту, сделанному безвозмездно, архитектора Сергея Шервуда, был, в основном, закончен в 1895 году, хотя строительство продолжалось до 1900 года. К 1917 году в ансамбль входили: собственно церковь, церковно-приходская школа, деревянная церковь Петра и Павла, церковная ограда с воротами и калитками, дома церковнослужителей и церковный кирпичный завод.
При советской власти, в 1930-х годах, церковь закрыли и осквернили: здание использовали в качестве тракторной мастерской и кузни, а затем — как склад минеральных удобрений. Во время Великой Отечественной войны в колокольню попали немецкие снаряды и полностью её разрушили.
В 1991 году храм возвращён Русской православной церкви, до 2010 года под руководством архитектора Марины Горячевой была произведена реставрация здания, затем по 2013 год шло восстановление внутреннего убранства храма (руководитель — Елена Дорофеева).